# فاکسیان
فاکسیان (انگلیسی: Faxian؛ ۳۳۷ – حدود ۴۲۲) یک سیاح، و تاریخ‌نگار اهل چین بود. 
فاشيان، راهب بودايى، براى زيارت سفرى دراز به هندوستان، زادگاه بودا، كرد. سفرنامه اش از اهم منابع پژوهش در تاريخ آسياى مركزى و ايران خاورى است.